# Ein Sommertag
Die Dokumentation Ein Sommertag (im Juli 1970), Originaltitel en sommerdag (juli 1970), ist ein zwanzigminütiger Dokumentarfilm, der an einem einzigen Tag im Juni 1970 gedreht wurde. Es ist ein Bericht über Bodil Joensen und wurde von Ole Ege, einem dänischen Sexmagazin-Fotografen und 8-mm-Pornoproduzenten, und Shinkichi Tajiri, einem japanisch-amerikanischen Bildhauer, gedreht. Laut Abspann war er der erste Tonfilm von Ege. Ein Sommertag gewann 1970 den Großen Preis beim ersten Wet Dream Film Festival in Amsterdam.

## Handlung
Die Produzenten Tajiri und Ege fahren gemeinsam mit Joensen mit ihrem Lastwagen, auf dem ihre Zuchttiere, ein Wildschwein, ihr Hengst Dreamlight oder der Bulle Sofus, hinten verladen sind, zu den Bauern in der Nachbarschaft. Während die Bauern bei der Paarung helfen, genießt Bodil kettenrauchend das Treiben.
Zu Beginn des Films wird ihre Vergangenheit erkundet, indem der Blick der Kamera über Familienporträts und Fotos schweift. Die Bilder zeigen Joensen als Kind und als Schulmädchen, Joensen mit Bruder und Schwester, mit ihren Eltern und Gruppenaufnahmen mit Klassenkameraden. Dann zeigt Ein Sommertag, wie Joensen mit ihren Schützlingen zärtlich ringt, während ihr Minikleid bis zur Hälfte ihres nackten Hinterns hochrutscht oder wie sie nackt auf ihrem schwarzen Hengst namens Dreamlight über eine grüne Wiese reitet. „Dies sind Bilder, die ihre Unschuld, Verletzlichkeit und Menschlichkeit offenbaren und die die Standard-Pornofantasie, die eine persönliche Distanz verlangt, schnell zerstören würden“. Der Film zeigt auch mehrere s/w-Fotos der jungen Joensen mit ihrer abseits von Menschen stehenden Schäferhündin Spot, die sie als ihre große Liebe bezeichnete.

## Veröffentlichung
Der Film wurde auf dem Wet Dream Film Festival 1970 in Amsterdam zum ersten Mal gezeigt und dort mit dem Großen Preis ausgezeichnet.

## Hintergrund
Tajiri traf Ege 1970 und schlug ihm vor, einen Film über Bodil Joensen zu drehen. Ege erzählte 1993, dass er sich vor Sodomie (Zoophilie im englischen Sprachgebrauch) ekelte, dass es Tajiri aber gelang, ihn zu überreden. So fuhren sie mit dem Auto zu Joensens gemietetem Bauernhof in Odsherred, Nordwest-Seeland, zwei Stunden von Kopenhagen entfernt, wo sie mit ihren Tieren lebte und ihre Zuchtfarm „Dreamlight Covers Odsherred“ betrieb.
Bodil erhielt 2.000 dänische Kronen (etwa 350 Dollar nach heutigem Umrechnungskurs). Ege filmte und Tajiri war der Tontechniker, da aber die Tonanlage nicht funktionierte, wurde der geplante Live-Ton-Dialog durch klassische Musik ersetzt: Beethovens Pastorale.
Die Abneigung, die Ole Ege persönlich gegen Zoophilie hegte, wurde durch das Lob, den Erfolg und die finanzielle Dividende, die A Summer Day einbrachte, gemildert. Er reiste danach erneut zu Joensens Hof, um einen Teil seines kommenden, vier Porträts enthaltenden Spielfilms mit dem Titel Pornography zu drehen, wobei in einem der Porträts das berühmt-berüchtigte dänische „Wildschweinmädchen“ zu sehen war. Das Mädchen und das Wildschwein war ein weiterer Kurzfilm, den Ege mit Bodil drehte. Laut Ege führte sie ein gut einstudiertes Repertoire an sexuellen Handlungen mit nahezu gleichbleibender Besetzung von tierischen Begleitern aus. Die Filmemacher mussten sich nur einrichten und drehen. Dass Joensen keine Regieanweisungen und Ermutigungen brauchte, war ein Glücksfall für die Filmemacher und die Filmcrews, von denen viele selbst in Dänemark von den Vorgängen schockiert waren.